# Drac de Vilafranca
El Drac de Vilafranca és un element del bestiari popular català de Vilafranca del Penedès (Alt Penedès), on forma part del Seguici Popular de la Vila juntament amb altres elements folklòrics com l'Àliga, el Ball de Diables o els Gegants. La primera documentació sobre el Drac és del Corpus de 1600 tot i que estudis del cap indiquen que podria ser força anterior. Es tracta, per tant, d'un dels dracs més antics de Catalunya. Està declarat bé cultural d'interès nacional (BCIN).

## Història

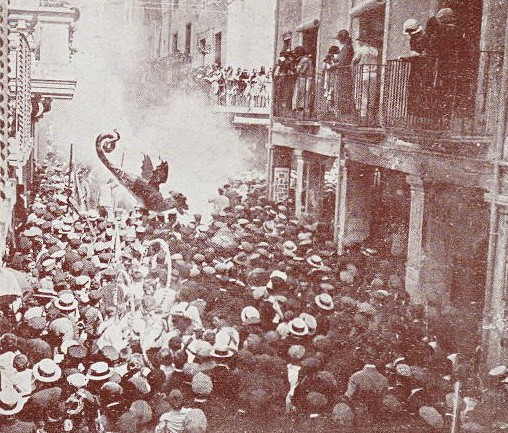
Imatge del drac de principis del

El Drac apareix a la documentació per primera vegada a la celebració del Corpus de l'any 1600. A partir d'aquest moment actua en diferents celebracions tant a la vila com en altres poblacions de Catalunya, ja siguin festes civils com religioses.
El Drac fou propietat de la confraria de Sant Miquel que era el patró dels adobadors i sabaters. L'any 1898 Josep Baltà de Cela passà a ser-ne guardador i el restaurà. El 1979 es va constituir l'entitat Amics del Drac, una associació que agrupa els portadors del Drac que tenen la voluntat de tenir-ne cura.

## Descripció[calcitació]
Des de sempre ha estat una de les figures més destacades i representatives de la Festa Major de Vilafranca del Penedès, ja que encapçala la Cercavila que marca l'inici a la festa i les tres processons de Sant Fèlix. S'obre pas pels carrers al so de La Passada, una peça que ja es tocava al segle xix. Quan balla fent un cercle sobre ell mateix, amb el cap acotat i la cua enlairada, ho fa al ritme de La dansa del foc. Al llarg de la seva història ha anat acompanyat de flabiol i tamborí, si bé en alguna ocasió l'havia acompanyat un graller.
A la boca hi duu una peça en forma de creu que serveix per aguantar els coets, que s'encenen amb una metxa de cotó trenada. Per encendre les ales i la cua, que queden enlairades quan balla, s'utilitza la porra, un pal negre amb línies vermelles amb una pinça al seu extrem per col·locar-hi un coet.
La seva popularitat queda clarament reflectida en els nombrosos dracs petits que hi ha a Vilafranca, ja coneguts des de finals del segle xix. Des dels anys vuitanta del segle xx un drac petit apareix a la Festa Major petita, acompanyat de portadors i músics de la seva mida.

## Rèplica
L’any 2006 s'encarregà una rèplica del Drac al Taller el Drac Petit de Terrassa, per tal d'evitar que la peça original es deteriorés i per reduir-ne el pes. La peça va ser presentada el 27 d’agost davant del Palau Baltà on va actuar conjuntament amb el drac original i va fer la seva primera ballada en solitari. Així doncs, des de la Festa Major de 2006, el drac original apareix només el dia 30 d'agost, Sant Fèlix, mentre que la rèplica actua els dies 29 i 31. La rèplica també és utilitzada per les sortides a fora la Vila.